# Eutrofní vody

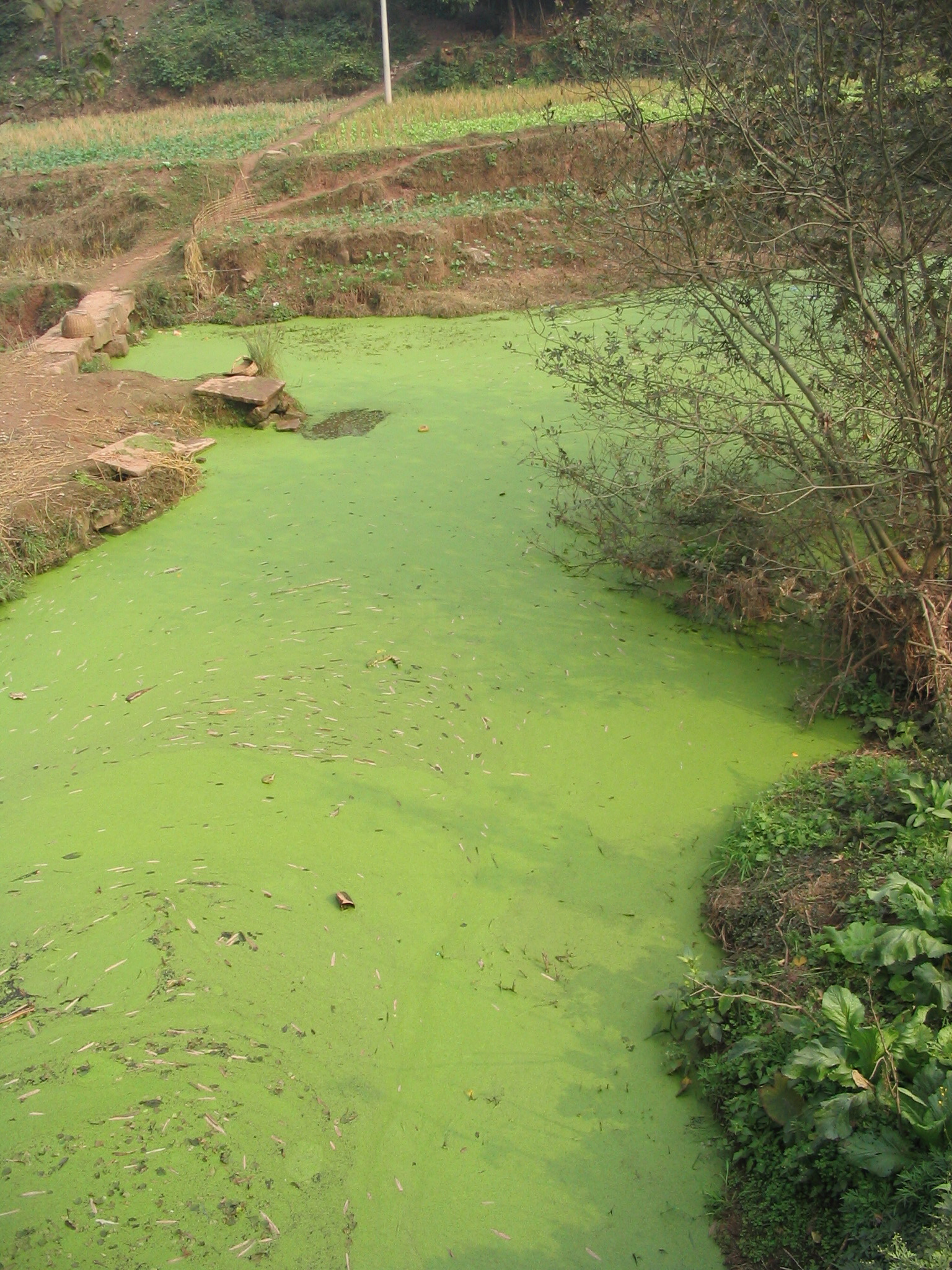
Vodní květ v řece v malé horské vesnici blízko Chengdu, Sichuan, Čína

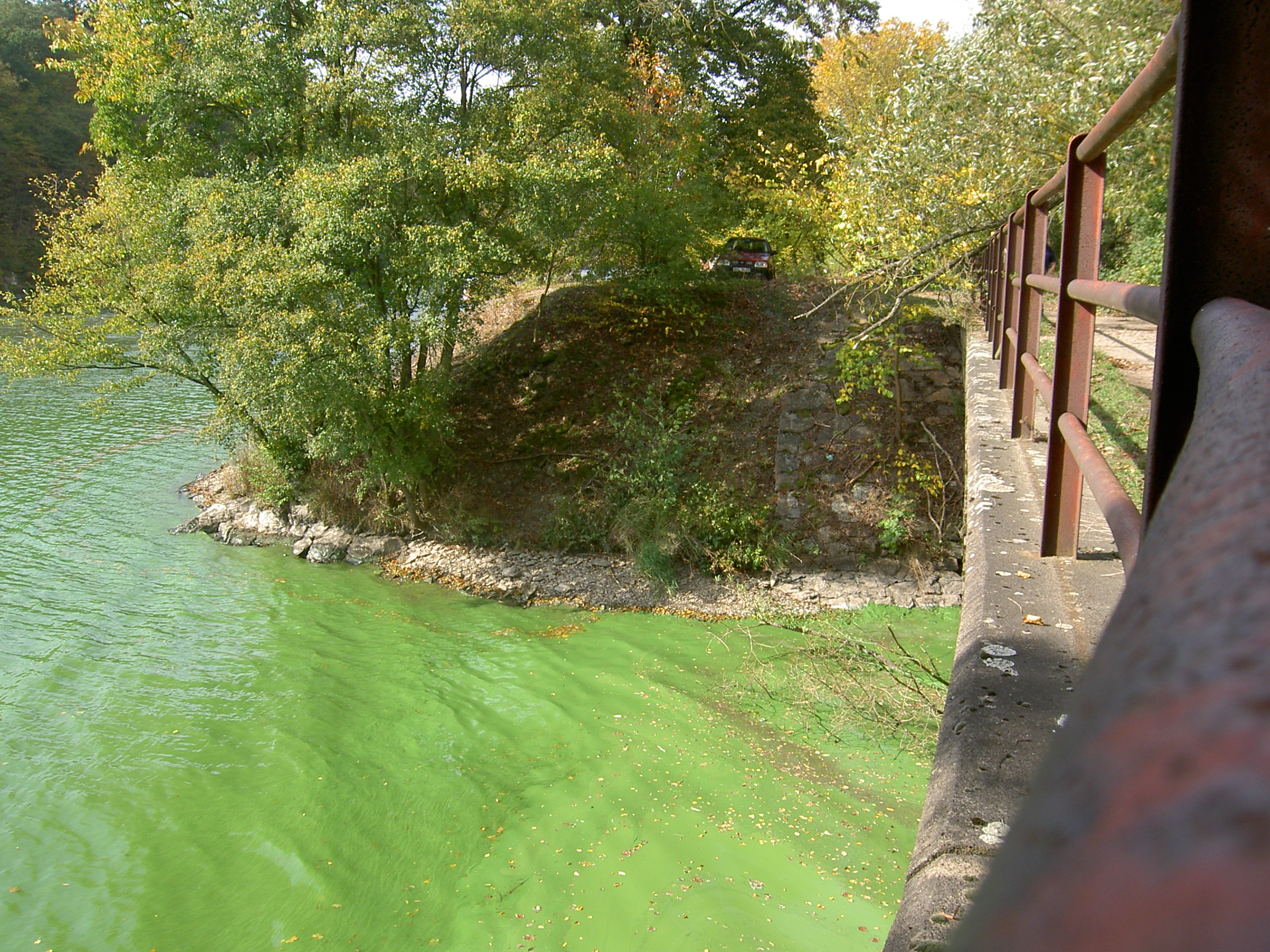
Voda v Brněnské přehradě plná sinic a řas

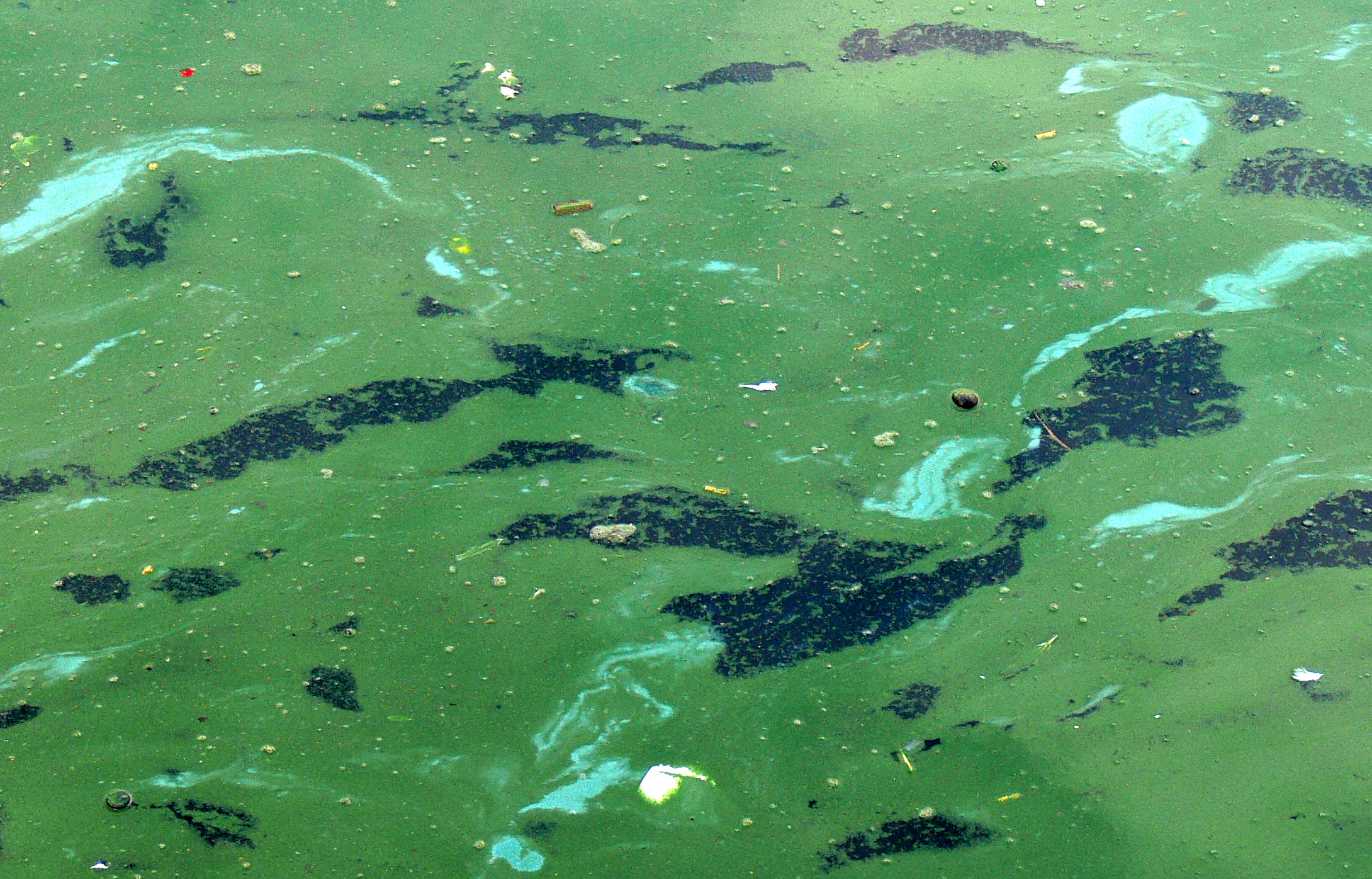
Typické bujení fytoplanktonu – sinice, cyanobakterie ve vodě nasycené živinami

Eutrofní vody jsou tekoucí nebo stojaté vody s vysokou trofií, tedy vysokým obsahem živin, zejména dusíku a fosforu. Voda bývá podle prostředí a typu minerálního podloží většinou neutrální až mírně alkalická, výjimečně kyselá. Eutrofní vody jsou většinou průzračné do hloubky 1–2 m. Výraz „eutrofní“ pochází z řeckého „eutrophos“ – „dobře živit“ („eu“ – dobře, „trephein“ – živit).

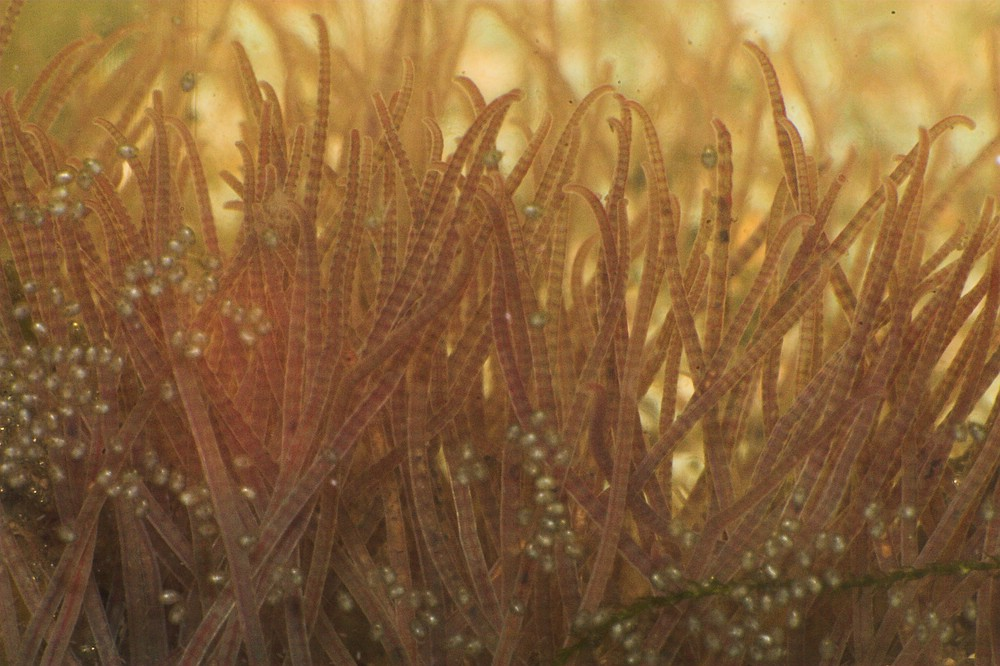
Nítěnka obecná vyskytující se ve velmi silně znečištěných vodách

## Vlastnosti
- Tekoucí eutrofní vody jsou obvykle chudé na kyslík. Na rozdíl od oligotrofních vod jsou chudé na množství druhů organismů, ale těch několik forem se vyskytuje masově. Tekoucí eutrofní vody jsou často velké vodní toky – řeky a veletoky.
- Stojaté eutrofní vody jsou bohaté na počet organismů, které se různým způsobem vyrovnávají s nedostatkem kyslíku, přebytkem živin a přítomností sinic (vodní květ).

## Látky obsažené v tekoucích eutrofních vodách
- kyslík: 6,5 až 3 mg/l
- amoniakální dusík: 0,7 až 4 mg/l
- dusičnanový dusík: 6 až 13 mg/l
- celkový fosfor: 0,15 až 1 mg/l.

Pokud je obsah kyslíku ještě nižší a obsah živin ještě vyšší, jedná se o téměř odpadní vody.

## Metody hodnocení trofie vody
Trofické stupně jsou určovány podle druhů rostlin a živočichů, které lze najít ve vodním prostředí nebo jeho blízkém okolí. Zvláštní druhy rostlin a živočichů jsou typické pro jednotlivé druhy vod. Tyto organismy nazýváme bioindikátory. Určení nasycení vody živinami podle jejich výskytu je relativně spolehlivé, ale může být chybné. Bioindikátorem eutrofní vody jsou rákosiny, rostliny s plovoucími listy (stolístek, stulík nebo leknín), pravidelné vodní květy sinic, převážně drobný zooplankton, larvy bráněnky, okružanky (masově), pijavice, hojně beruška vodní.

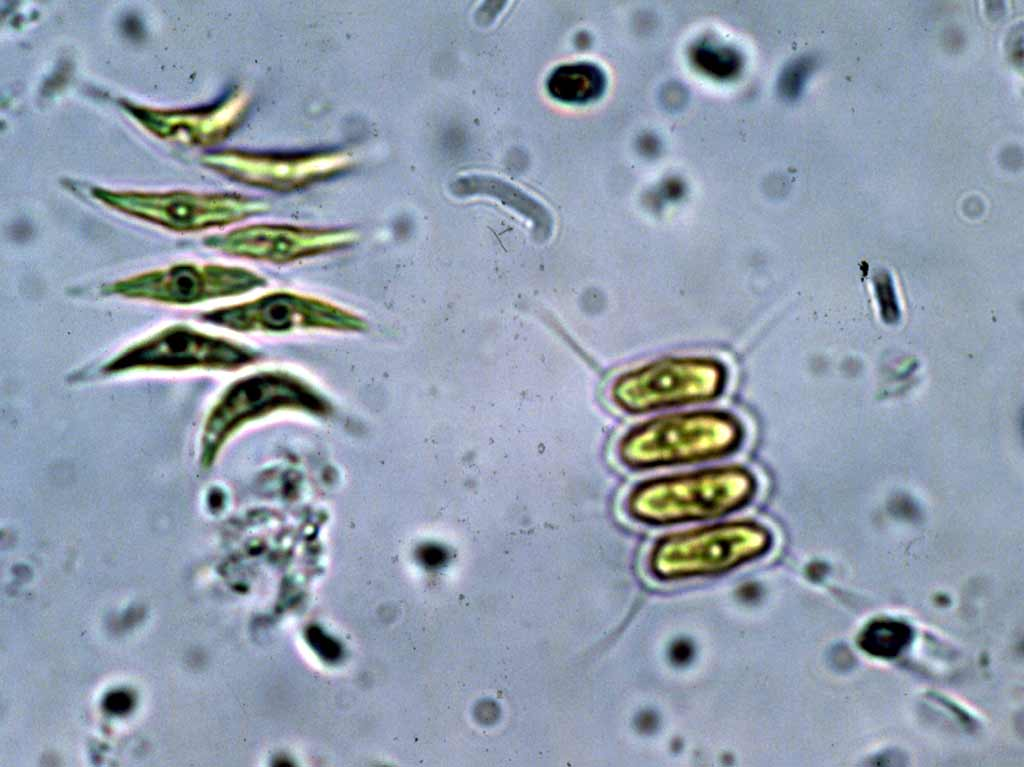
Zelená řasa Scenedesmus quadricauda

V případě, že v jinak na živiny bohatých vodách chybí nebo je v nedostatku některý z biogenních prvků (např. deficit fosforu), voda se projevuje jako na živiny chudá (oligotrofní) nebo méně eutrofizovaná. Plné využité ostatních živin je pro organismy nedostupné. Ani odpadní voda tedy nemusí být nezbytně eutrofní a vykazovat znaky eutrofní vody. Podobná situace nastane, pokud má voda extrémně nízkou teplotu. Nedochází v ní k rozmnožení řas, sinic a bujení hnilobných bakterií. Voda také může být nasycená látkami, které zabraňují rozvoji živých organismů s vyššími nároky na živiny nebo jakýchkoliv vyšších organismů. Takovými látkami mohou být toxické sloučeniny přirozeně vyplavované z podloží, plyny pronikající do vody z podzemních zdrojů nebo chemické odpady pocházející z lidské činnosti.

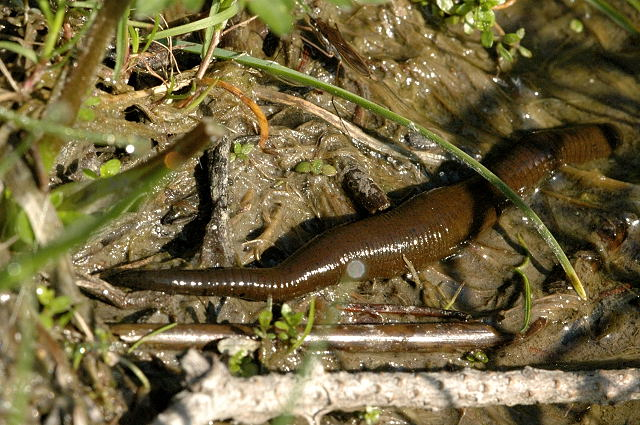
Pijavka koňská vyskytující se v eutrofních vodách

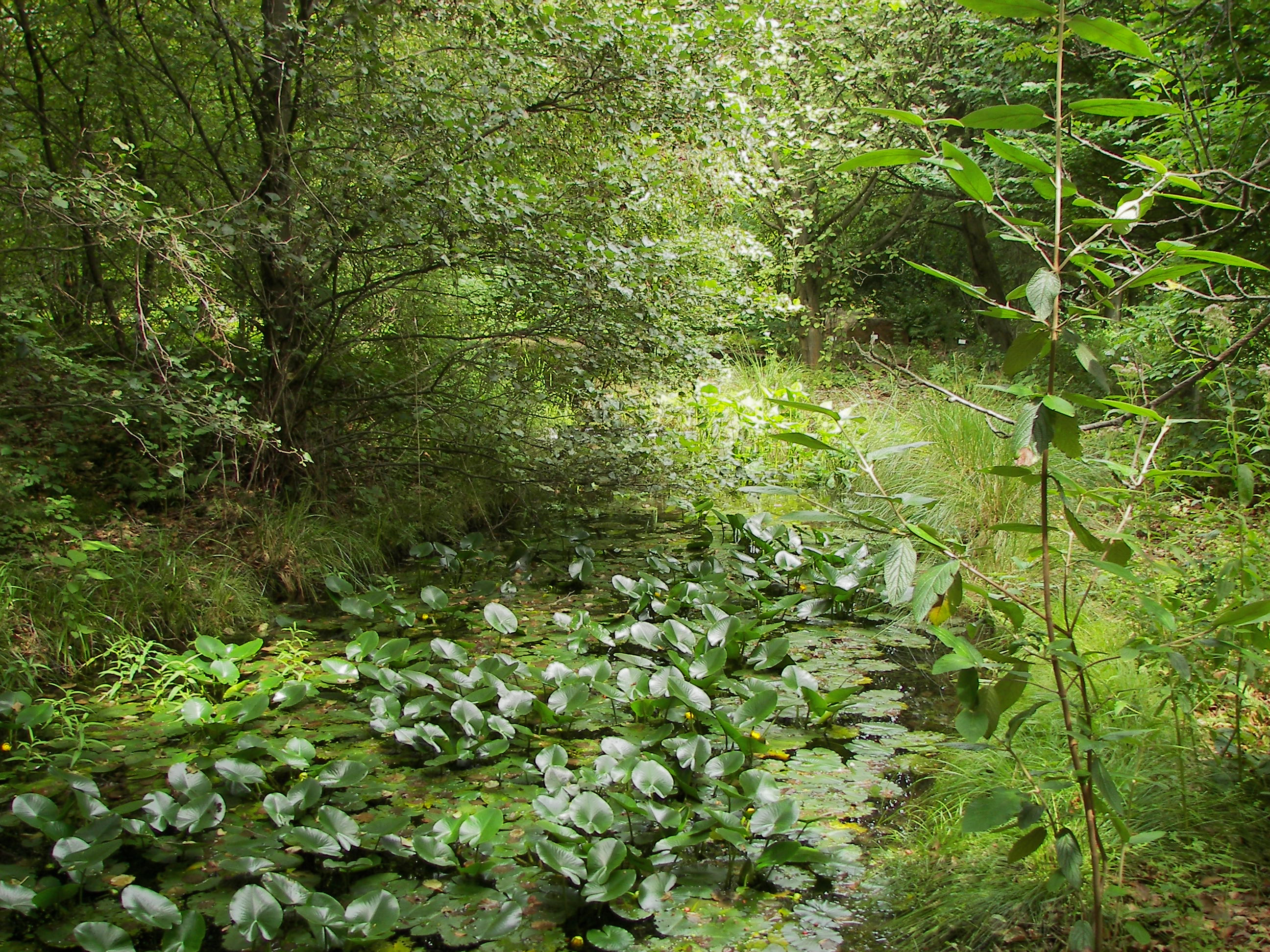
Porost stulíku žlutého v korytě řeky

Nasycení povrchových vod živinami je možné hodnotit nejen na základě skutečné organické produkce biomasy, ale také podle tzv. potenciální produktivity rozvoje. Tedy zhodnocením bujení organismů, které by v testovaném vzorku vody mohlo nastat za optimálních podmínek. Stanovení trofického potenciálu se provádí biotestem spočívajícím v kultivaci zelené řasy Scenedesmus quadricauda za standardních podmínek (osvětlení, teplota, přívod CO2 apod.) a ve sledování její růstové odezvy.

## Výskyt
Eutrofní vody najdeme území ČR v různých polohách, nejspíše však na území s vlivy člověka, zejména v blízkosti intenzivní produkce zemědělství. Hnojiva používaná v zemědělství jsou zdrojem živin. Protože do mnoha řek ústí kanalizační systémy, zvyšuje se také množství živin ve vodě. Na to, jestli bude voda eutrofní, má také vliv hloubka nádrže; pokud je nádrž mělká, rychleji se prohřeje, a tím spíše začnou v jímané vodě růst sinice. Eutrofní toky a nádrže najdeme například v oblastech severních Čech, jižní Moravy nebo v severním Slezsku.

## Flora a fauna
V méně znečištěných eutrofních vodách se hojně vyskytují vodní rostliny, např. rdest hřebenitý, rdesno obojživelné, leknín, stolístek, orobinec, rákos stulík. Z živočichů se zde vyskytují pijavice, hltanovka bahenní, beruška vodní, okružanka, larvy bráněnky a drobný zooplankton.
Ve více znečištěných eutrofních vodách se nevyskytují téměř žádné vyšší rostliny. Ve velkém počtu se zde vyskytují larvy pakomárů, pestřenek a bráněnek. V této vodě také žijí nítěnky, pijavice a krásnoočka.